# Musée d'histoire de Hong Kong
Le musée d'histoire de Hong Kong (香港歷史博物館, Hong Kong Museum of History) est situé à Tsim Sha Tsui à Kowloon près du musée des sciences.
Ouvert en juillet 1975, il présente des collections sur l'histoire naturelle, l'archéologie, l'ethnographie et l'histoire locale.

## Histoire
Le musée est ouvert en juillet 1975 à l'initiative du conseil urbain quand le musée d'art de la ville est scindé entre un musée d'histoire et un musée d'art. Certaines des collections du musée d'histoire étaient exposées au musée de la ville et à l'hôtel de ville.
De 1975 à 1983, le musée d'histoire de Hong Kong est installé dans un espace loué de 700 m² au sein du Star House. En 1983, le musée est déplacé dans un lieu temporaire (qui accueille maintenant le centre de découverte du patrimoine de Hong Kong) dans le parc de Kowloon. Il est déplacé dans ses locaux actuels près du musée des sciences de Hong Kong sur Chatham Road (zh) à Tsim Sha Tsui en 1998. Il est actuellement administré par le département des loisirs et des services culturels du gouvernement de Hong Kong.

## Hong Kong Story
L'exposition permanente Hong Kong Story était une vitrine de l'histoire et du développement de Hong Kong. Occupant une superficie de 7 000 m², Hong Kong Story comprenait 8 galeries réparties sur deux étages. Grâce à l'affichage de plus de 4000 expositions avec l'utilisation de 750 panneaux graphiques, un certain nombre de dioramas et de programmes multimédias, et amélioré avec des effets audiovisuels et d'éclairage spéciaux, l'exposition décrivait l'environnement naturel, la culture populaire et l'histoire du développement de Hong Kong. L'exposition partait de la période du Dévonien il y a 400 millions d'années et se terminait avec la rétrocession de Hong Kong à la Chine en 1997.
L'exposition permanente est fermée temporairement depuis août 2020. Elle est remplacée par des expositions temporaires alignées sur les priorités politiques du pouvoir central Chinois, tel que l'exposition sur la sécurité nationale ou encore l'exposition commémorant le 5ème anniversaire de la loi sur la sécurité nationale. 

## Branches du musée
Le musée administre cinq autres centres d'expositions :
- le musée de la défense côtière de Hong Kong à Shau Kei Wan (zh)
- le musée de la tombe han de Lei Cheng Uk à Sham Shui Po
- le musée folklorique Law Uk à Chai Wan (en)
- le galerie d'exposition du bateau-pompe Sir Alexander Grantham au sein du parc de Quarry Bay
- le musée du Dr Sun Yat-sen dans le Niveaux intermédiaires à Central[6]

## Accès
Le musée est accessible à distance de marche depuis la station de Hung Hom du métro de Hong Kong.

## Galerie (archives)

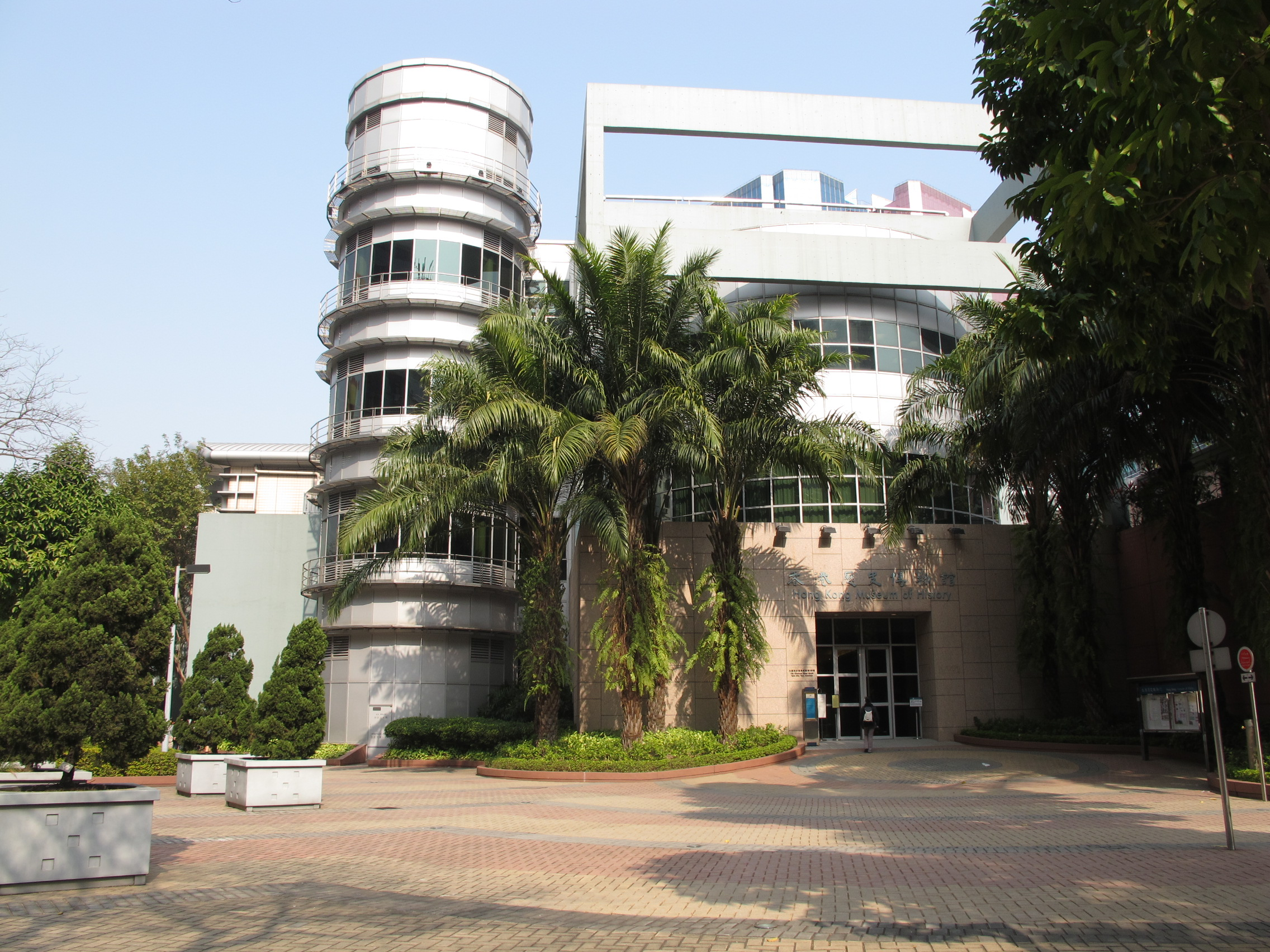
Salle de conférence souterraine, salle d'activités et entrée pour personnes handicapées.
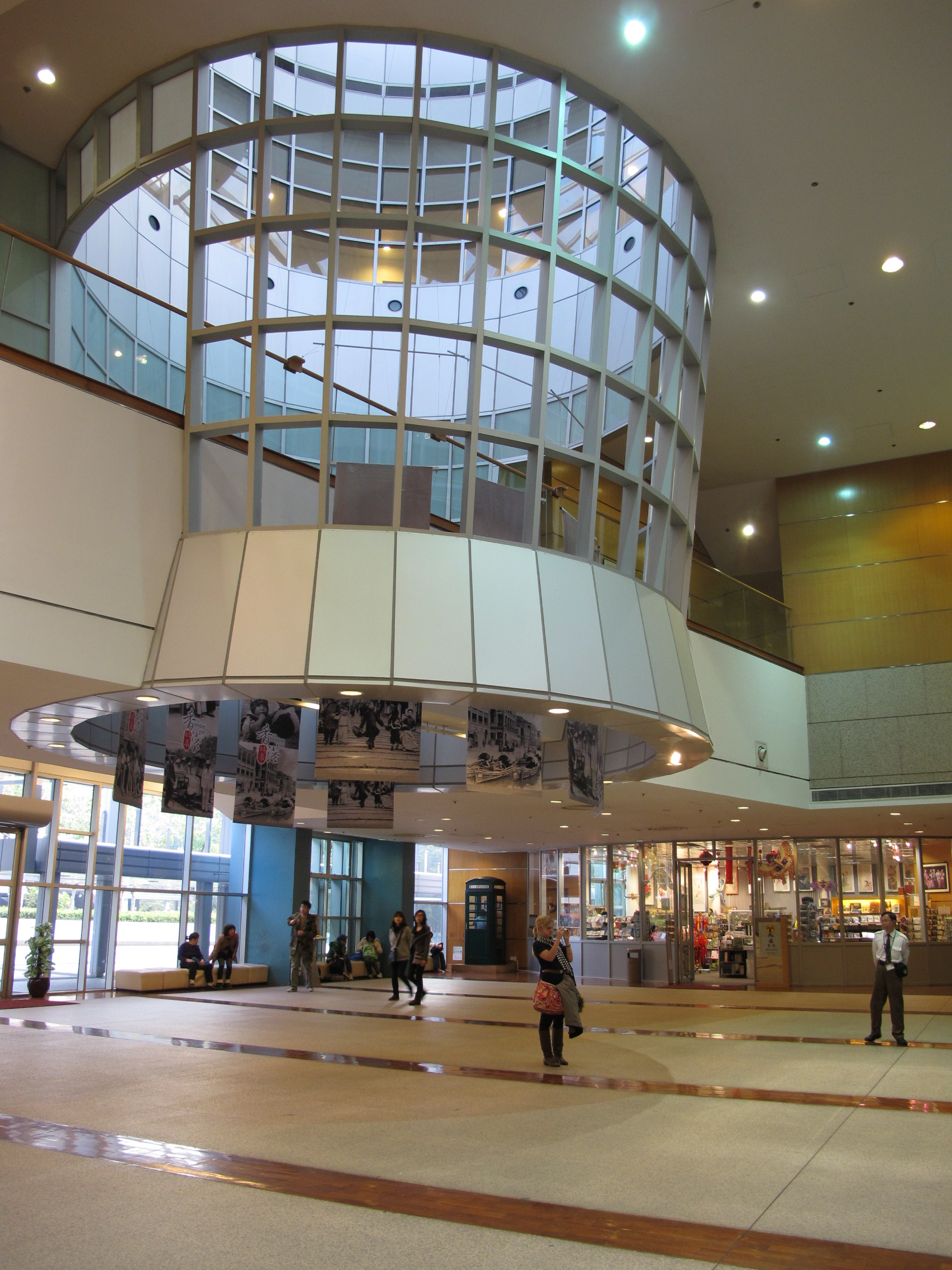
Hall d'entrée du musée.
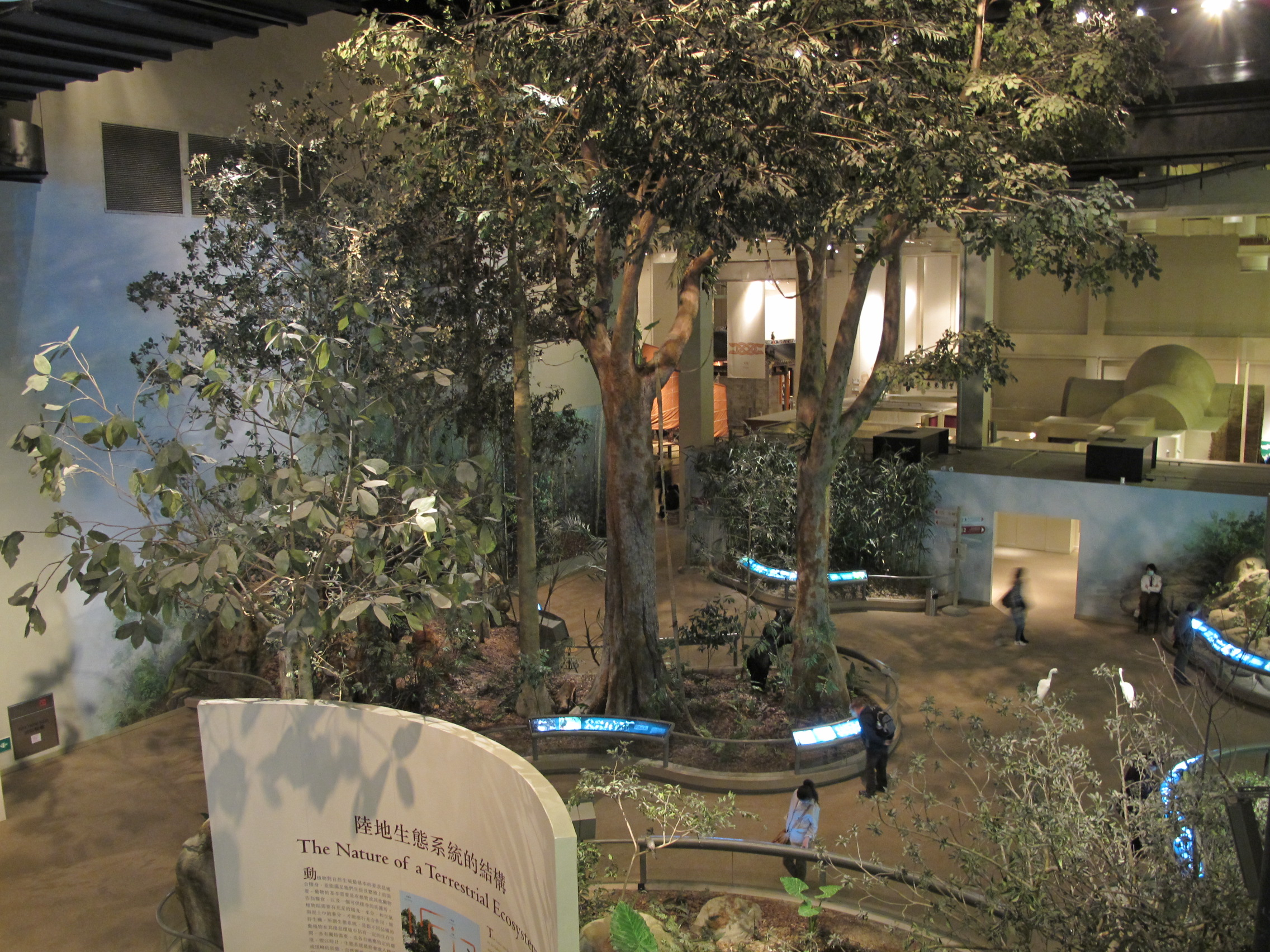
Exposition permanente sur l'environnement naturel de Hong Kong.
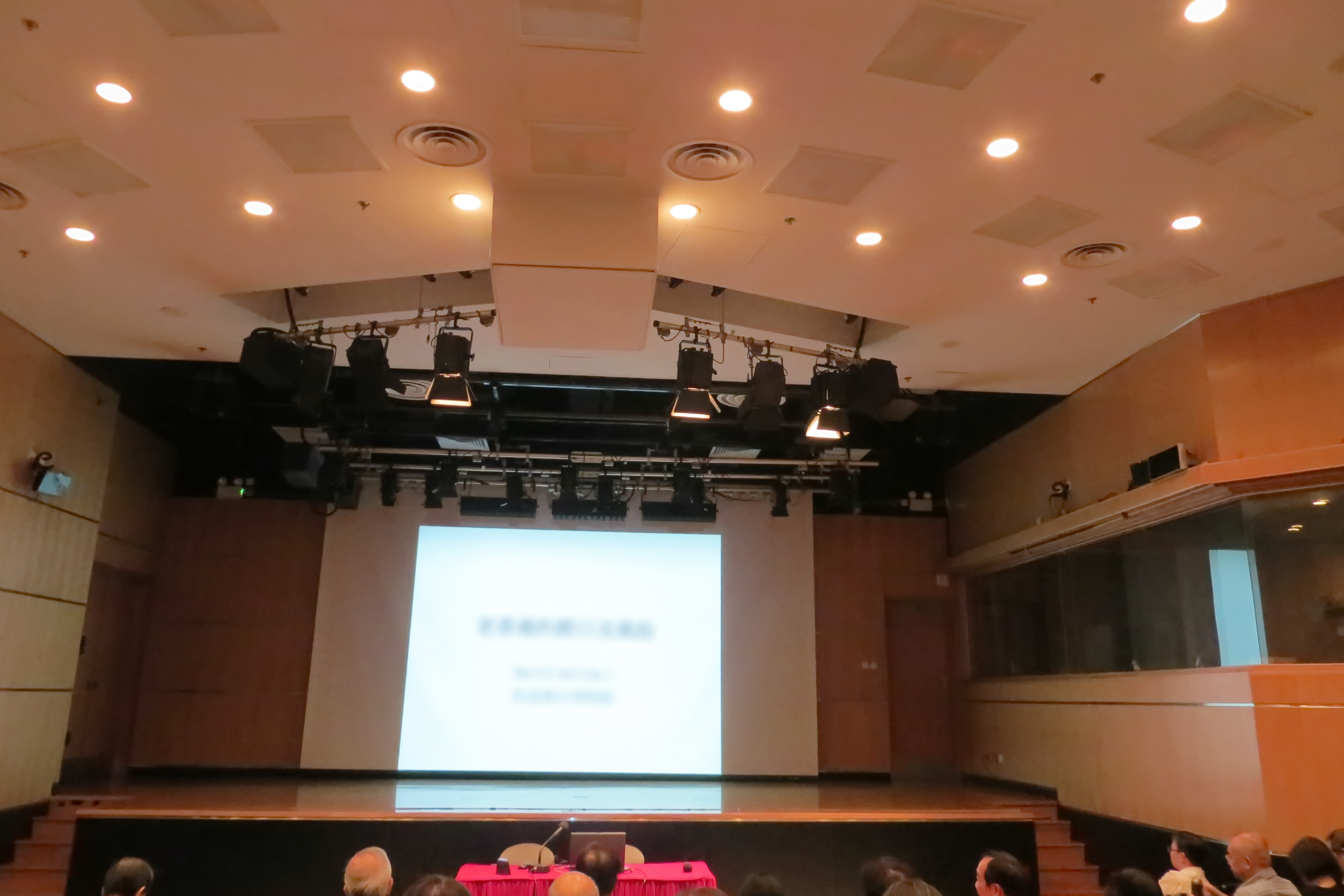
Salle de conférence.
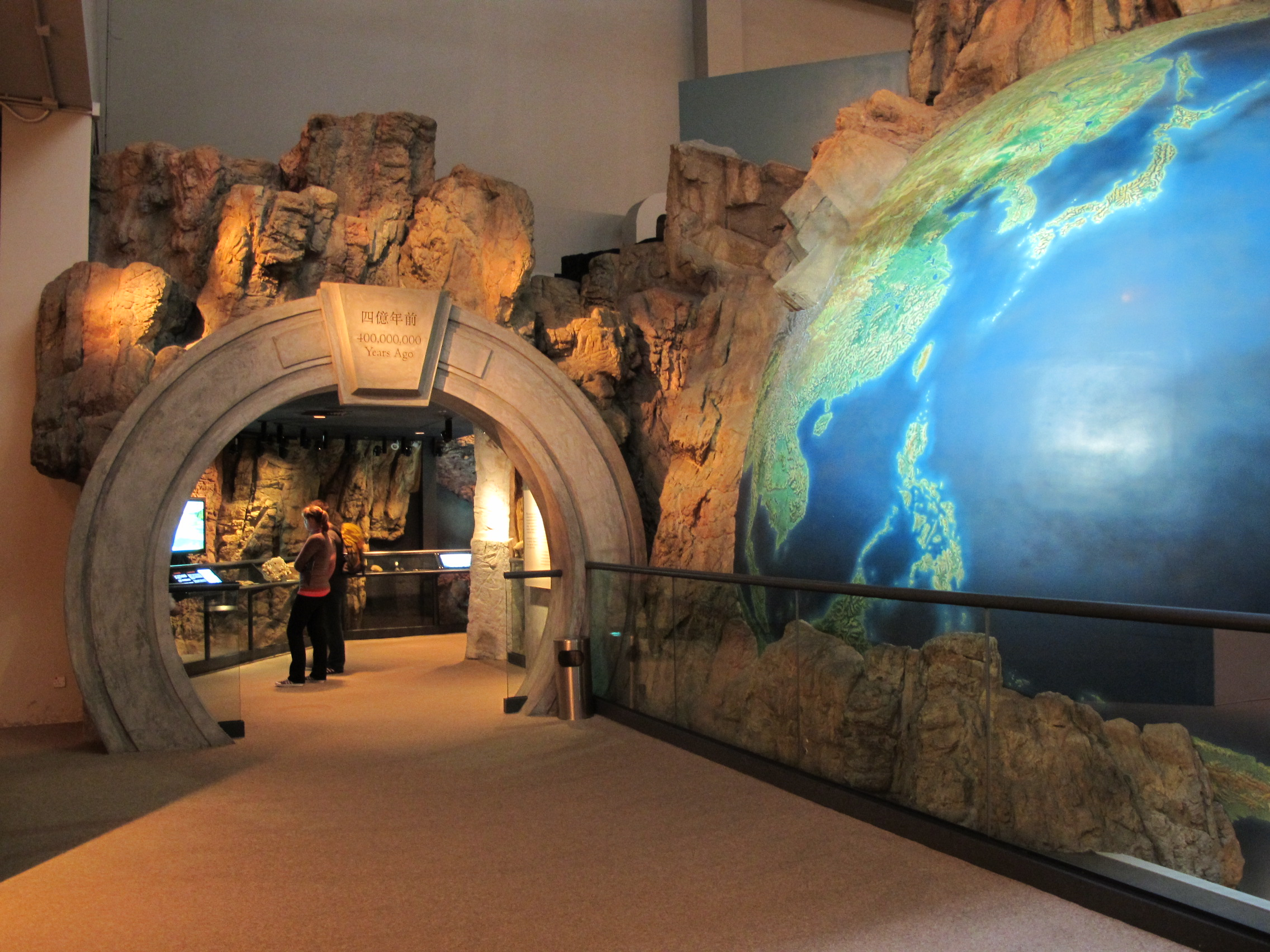
Zone d'exposition 1 : Environnement écologique naturel.
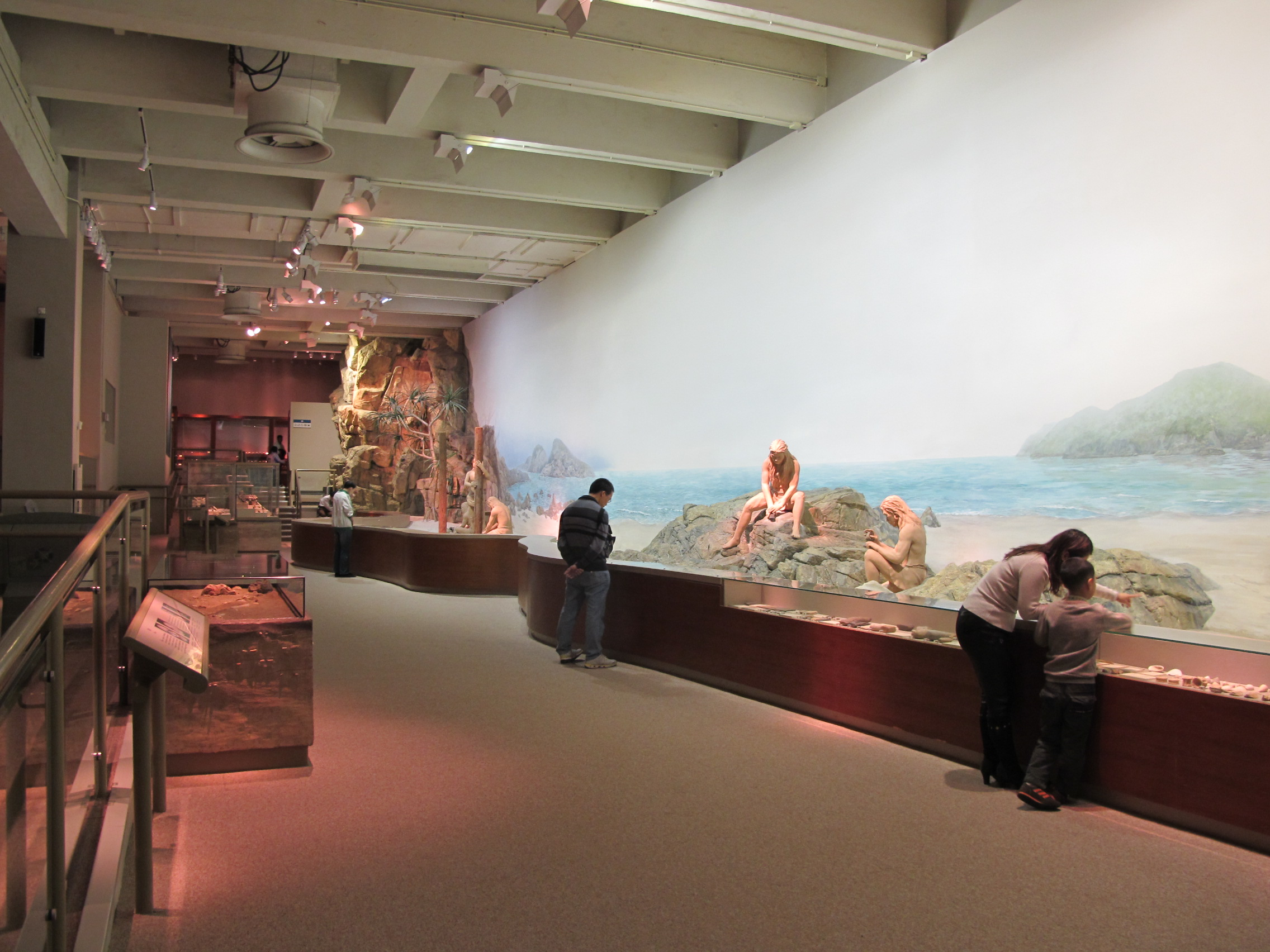
Zone d'exposition 2 : Hong Kong durant la période préhistorique.
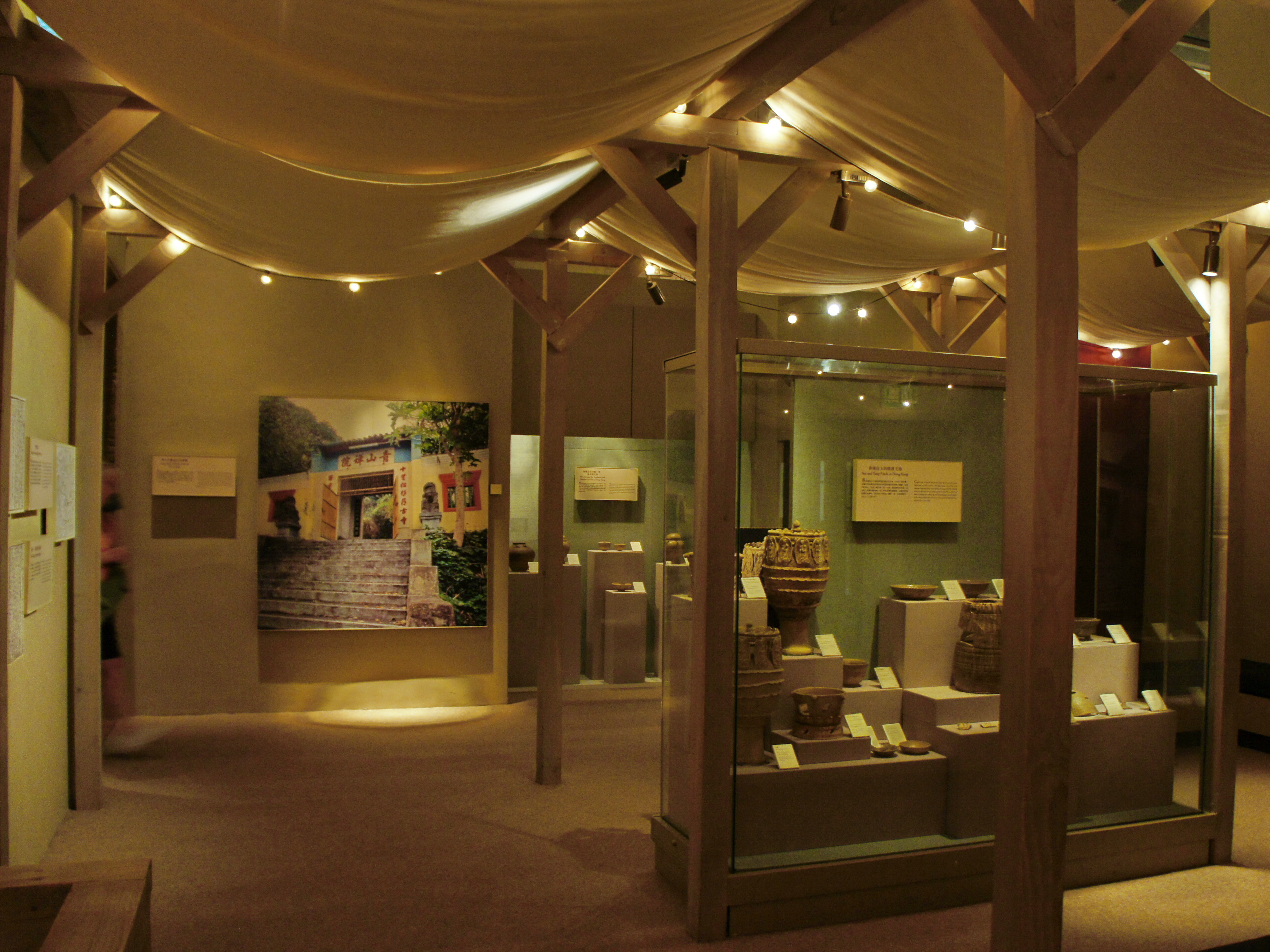
Zone d'exposition 3 : Le développement des anciennes dynasties - des Hans aux Qing.
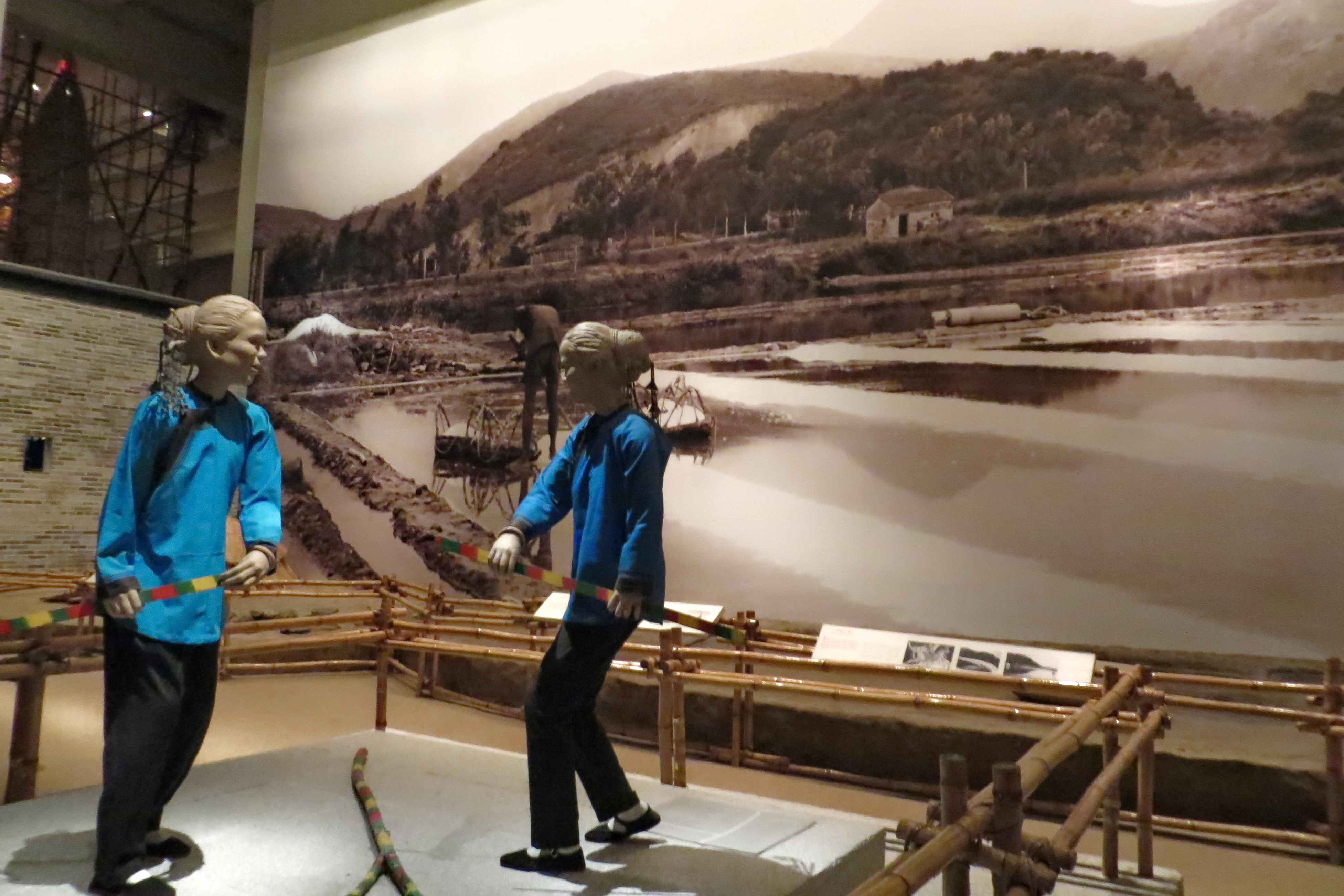
Zone d'exposition 4: le folklore de Hong Kong.
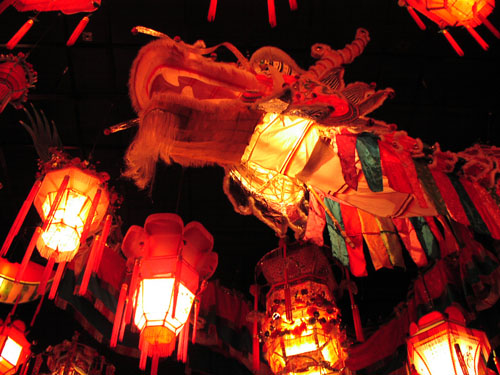
Zone d'exposition 4 : Exposition de lanternes chinoises traditionnelles.
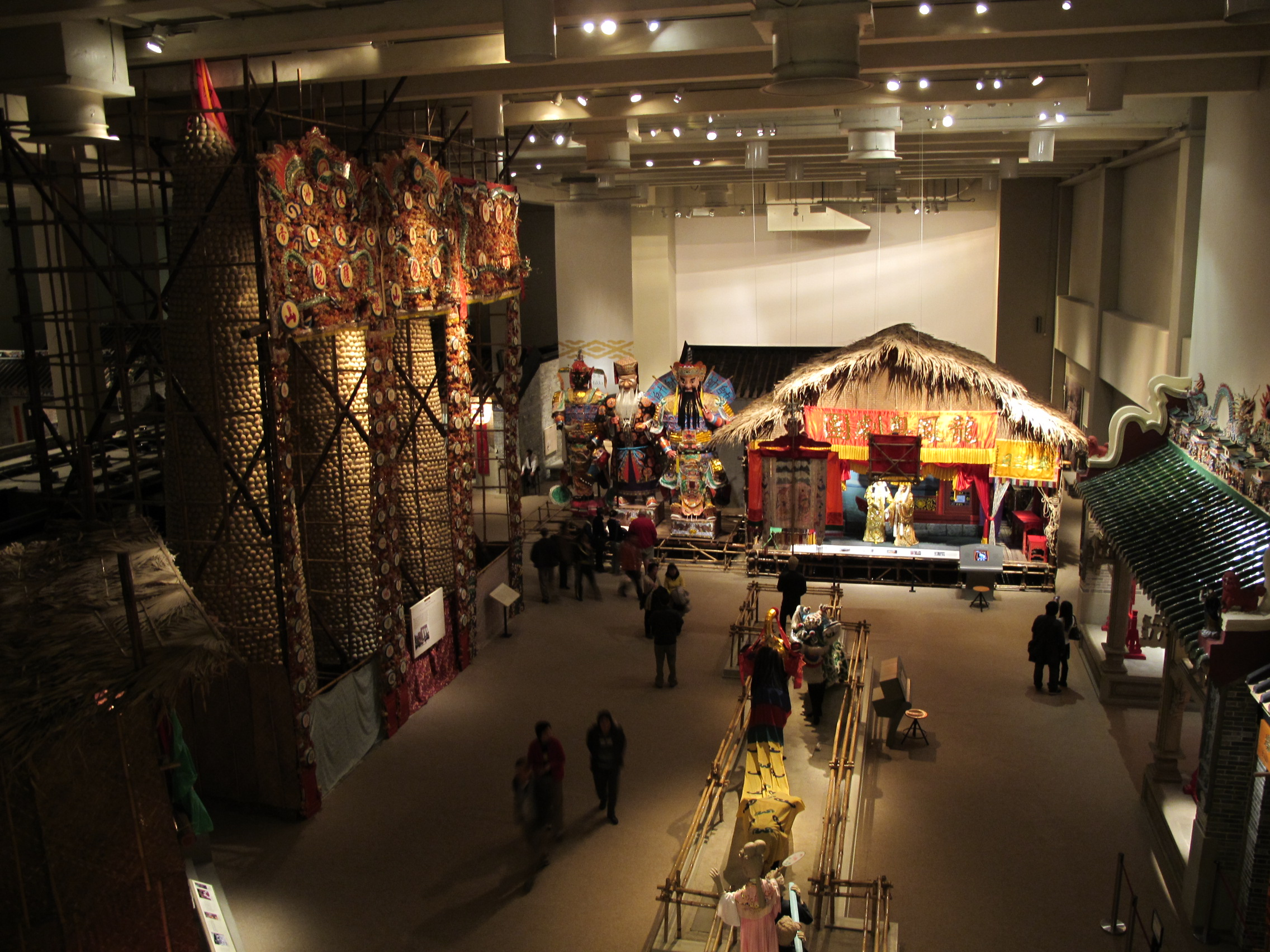
Zone d'exposition 4 : Coutumes folkloriques de Hong Kong.
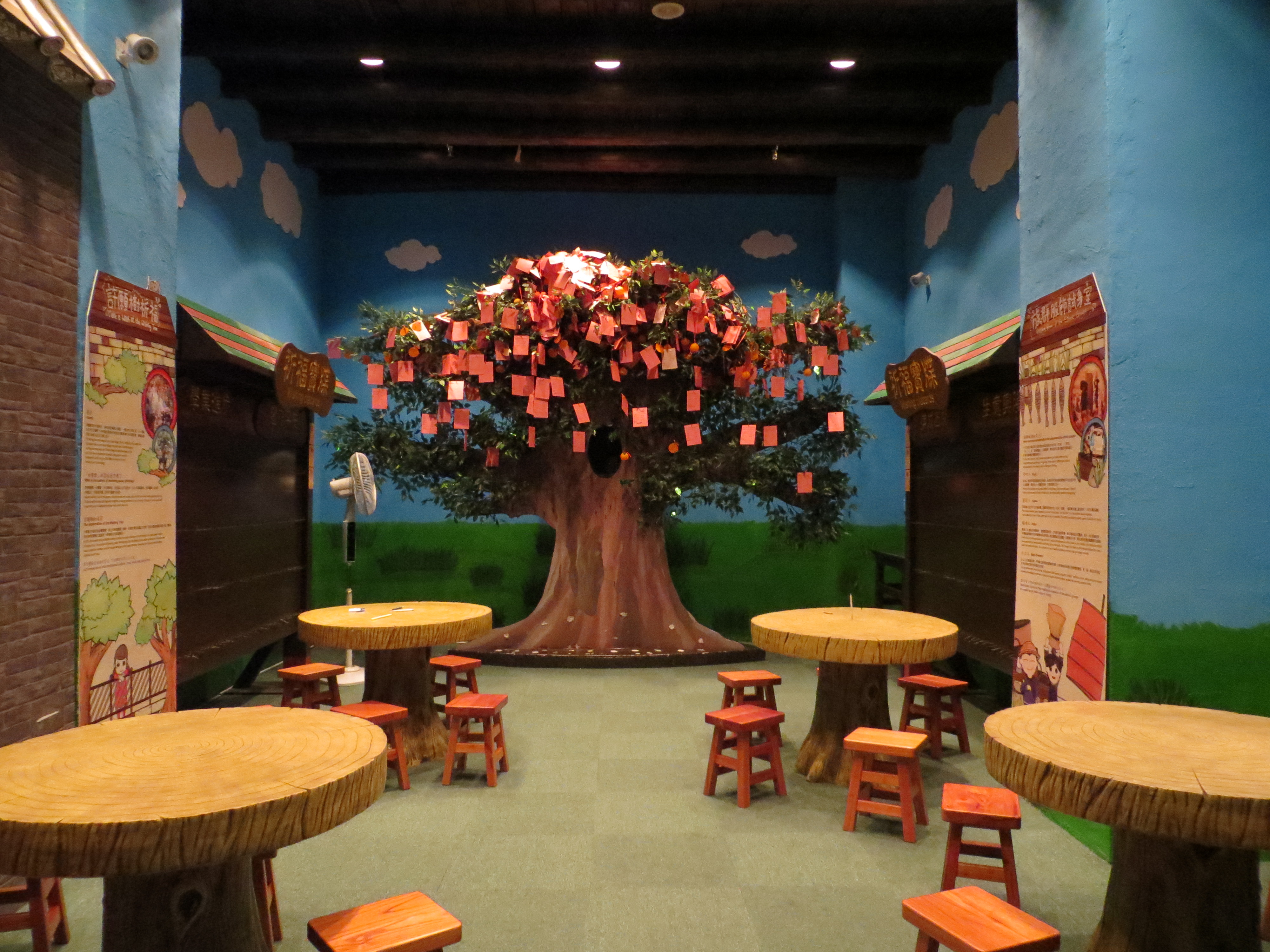
Salle d'activités dans la zone d'exposition 4.
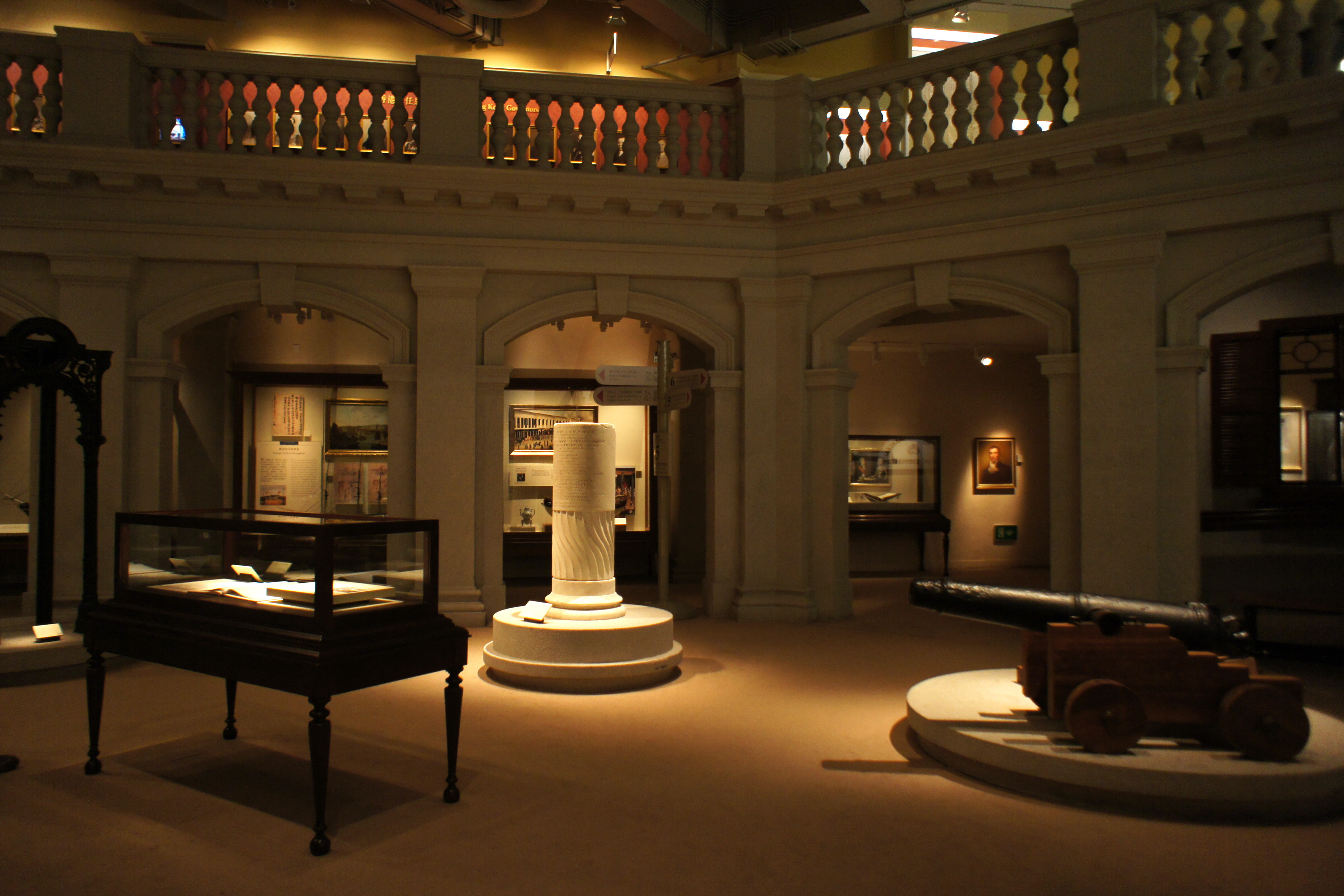
Zone d'exposition 5: La première guerre de l'opium et la cessation de Hong Kong aux Britanniques.
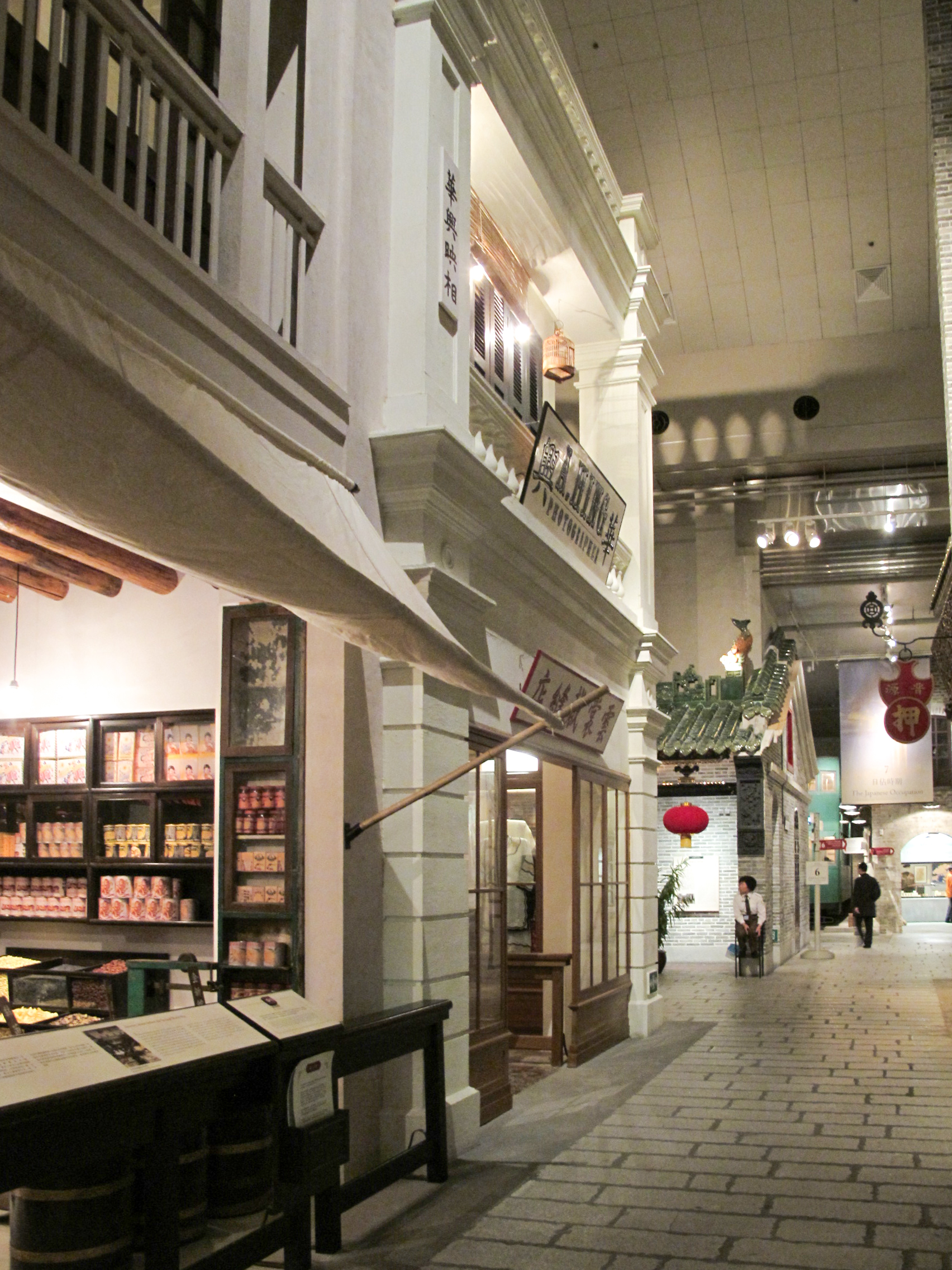
Zone d'exposition 6: Ouverture et premiers développements de Hong Kong.
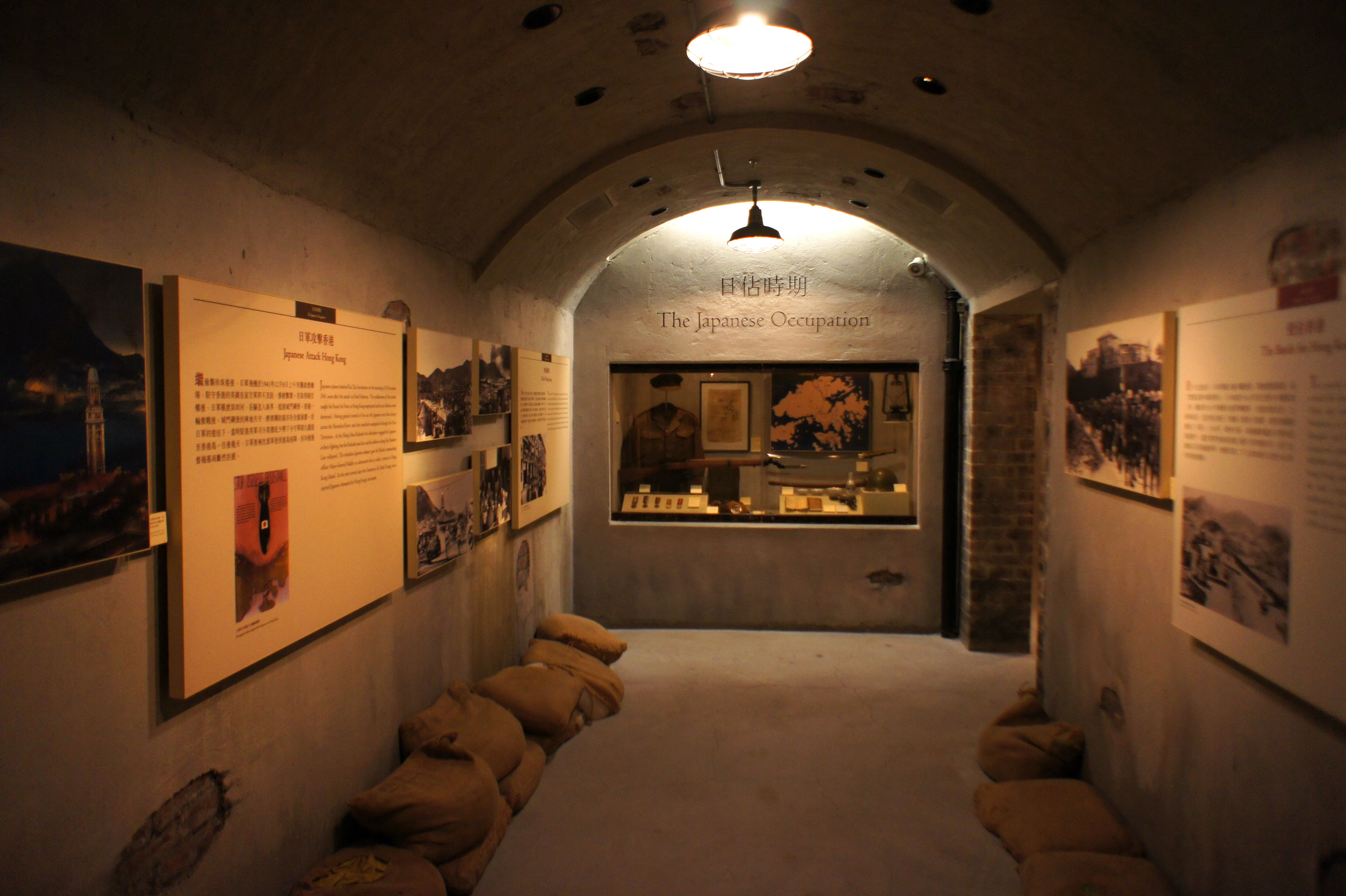
Zone d'exposition 7 : Occupation japonaise de Hong Kong.
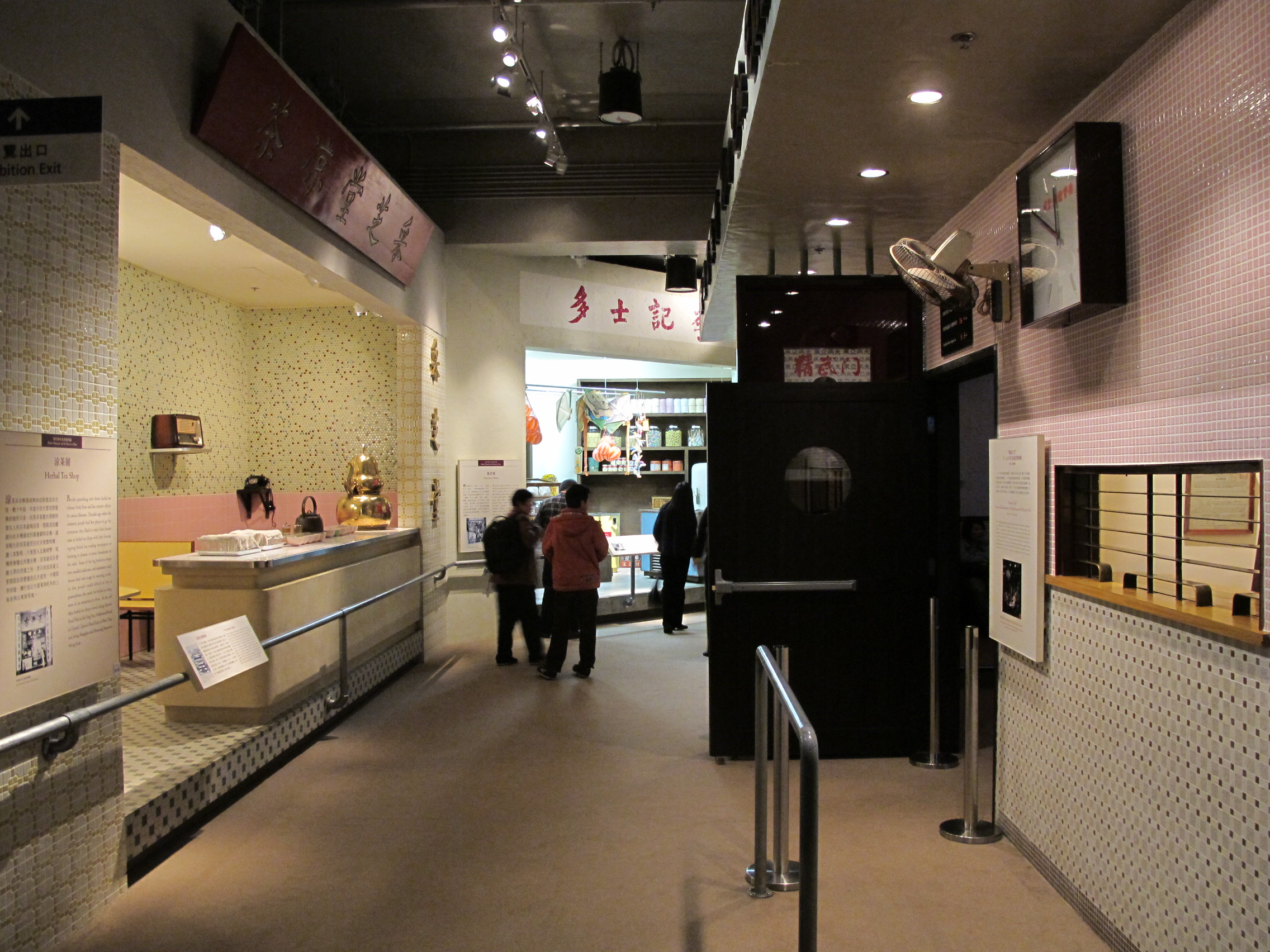
Zone d'exposition 8 : Époque moderne de Hong Kong.